# Adzhished
Adzished is een wijk in de “nederzetting” (qəsəbəsi) Xanlar in het district (rayon) Göygöl in Azerbeidzjan. 